# Ivan Miró i Acedo
Ivan Miró i Acedo   (Sants, 1975) és un sociòleg, cooperativista i assagista català. Vinculat al moviment autònom i okupa de Barcelona de la dècada del 1990, va participar en la creació de l'Assemblea de Barri de Sants i del col·lectiu de contrainformació La Burxa. La seva passió per la història del moviment obrer l'ha portat a divulgar arreu el bagatge cooperativista català com a membre de la Xarxa d'Economia Solidària.

## Obra publicada

### Assaig
- Treball, valors i canvi. Les ruptures en la precarietat.  Generalitat de Catalunya, 2001. ISBN 9788439354314.
- Barcelona, marca registrada: un model per desarmar.  Barcelona: Virus, 2004. ISBN 9788496044463.
- De la protesta al contrapoder. Nous protagonistes socials en la Barcelona contemporània.  Barcelona: Virus, 2007. ISBN 9788496044869.[4]
- Les cooperatives obreres de Sants. Autogestió proletària en un barri de Barcelona (1870-1939).  Barcelona: La Ciutat Invisible, 2011. ISBN 9788493833213.
- Fer el salt: cooperativisme i economia solidària, 2012.
- Joan Rovira i Marqués. El cooperativisme obrer i col·lectivista.  Valls: Cossetània, 2014. ISBN 978-84-9034-218-3.
- Ciutats cooperatives. Esbossos d’una altra economia urbana.  Barcelona: Icaria, 2018. ISBN 978-84-9888-827-0.[5][6]
- L'Economia Social i Solidària a Catalunya. Fonaments teòrics i reptes estratègics.  Barcelona: Icaria, 2020. ISBN 978-84-9888-988-8.[7]

### Narrativa
- La revolta que viurem.  Manresa: Tigre de Paper, 2015. ISBN 978-84-943205-3-8.[8]
- Els vincles audaços.  Manifest Llibres, 2023. ISBN 978-84-19719-07-2.[9]